# 海旁東填海計劃

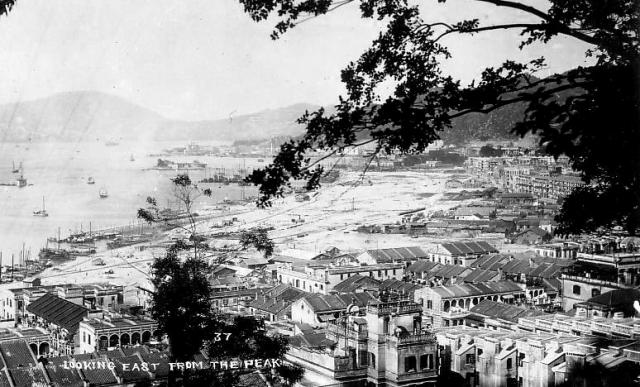
海旁東填海計劃 1921–1929

海旁東填海計劃（Praya East Reclamation Scheme），又稱灣仔海旁填海計劃、東區海旁填海計劃，是香港20世紀初的一項主要填海工程。該工程於1921年開始，並於1931年全面完成，使香港島的下環得到大片填海土地。

## 沿革
海旁東填海計劃於1897年提出，雖然當時中環的海旁填海計劃已經正在全面進行，但前者在初時備受反對，主要是由於駐港英國皇家海軍不願遷走於填海範圍附近位於灣仔嶺（今律敦治醫院一帶）的海軍醫院。在行政局議員保羅遮打爵士多番游說下，至1920年5月4日，海軍終於同意將醫院搬到昂船洲，工程才得以於翌年5月展開。

## 內容
填海範圍西至軍器廠街一帶，東至波斯富街一帶。海岸線從當時的莊士敦道（舊稱「海旁東」）及東段的軒尼詩道向北移至告士打道。新填海區的主要道路則包括駱克道和謝斐道。
填海的主要目的，是希望紓緩維多利亞城的人口稠密。而灣仔在這個計劃下得到了大規模的發展。另一個原因是方便食水供應，因為工程包括一條連接新界及香港島的輸水管道，於1930年落成。 